# أنجلو باديلا
أنجلو باديلا (بالإسبانية: Ángelo Padilla)‏ هو لاعب كرة قدم غواتيمالي في مركز الوسط، ولد في 5 مارس 1990 في مدينة غواتيمالا في غواتيمالا. شارك مع منتخب غواتيمالا لكرة القدم. أما مع النوادي، فقد لعب مع ميونيسيبال.

## وصلات خارجية
- أنجلو باديلا على موقع الاتحاد الدولي (مؤرشف)  (الإنجليزية)
- أنجلو باديلا على موقع قاعدة بيانات كرة القدم.إي يو (الإنجليزية)
- أنجلو باديلا على موقع ناشيونال فوتبول تيمز (الإنجليزية)
- أنجلو باديلا على موقع Soccerway.com (الإنجليزية)